# Miguel Hidalgo y Costilla, Puebla
Miguel Hidalgo y Costilla är en ort i Mexiko.   Den ligger i kommunen Tlachichuca och delstaten Puebla, i den sydöstra delen av landet, 190 km öster om huvudstaden Mexico City. Miguel Hidalgo y Costilla ligger 3 414 meter över havet och antalet invånare är 160.
Terrängen runt Miguel Hidalgo y Costilla är kuperad åt nordväst, men åt sydost är den bergig. Runt Miguel Hidalgo y Costilla är det ganska tätbefolkat, med 120 invånare per kvadratkilometer. Närmaste större samhälle är Ciudad Serdán, 17,2 km sydväst om Miguel Hidalgo y Costilla. Trakten runt Miguel Hidalgo y Costilla består i huvudsak av gräsmarker.